# 고쿠후촌 (군마현)
고쿠후촌(일본어: 国府村)은 일본 군마현의 중부, 군마군에 속해있던 촌이다.

## 역사
- 1889년 4월 1일 - 정촌제 시행에 의해 니시군마군 고쿠후촌이 성립하였다.
- 1896년 4월 1일 - 군 통합에 의해 군마군이 성립하여, 소속이 변경되었다.
- 1955년 4월 1일 - 쓰쓰미가오카촌, 가네코정과 합병해 군마정이 되었다.

## 참고 문헌
- 角川日本地名大辞典編纂委員会, 『角川日本地名大辞典 10 群馬県』1988, 角川書店